# Березовий гай (заказник)
Березовий гай — ботанічний заказник місцевого значення в Україні. Розташований в Деснянському районі Києва.

## Історія
Заказник був створений спільним рішенням виконкомів міської і обласної Рад народних депутатів № 522/173 від 10.04.1978.

## Опис
Розташований на території Броварського лісництва (кв. 71, 72). Перебуває у віданні комунального підприємства «Дарницьке лісопаркове господарство».
Площа заказника — 2 га (дві ділянки: 1,4 та 1,6 га). Він являє собою ділянку березових і соснових. Поширені конвалії.